# Radio Reflex
Radio Reflex is een Mechels lokaal radiostation, opgericht op 1 november 1980. In de loop der jaren werd uitgezonden vanaf diverse locaties in Mechelen: Adegemstraat, Kroonstraat, Leermarkt (Euroshopping), Meysbrug en (vanaf 2005) Olivetenvest. De studio van Reflex is tegenwoordig gevestigd in het stadion van KV Mechelen.
Tussen 24 mei 2004 en 31 december 2017 was de frequentie 104,8 MHz op de FM-band, sinds 1 januari 2018 beschikt het radiostation over twee nieuwe frequenties: 106,2 MHz voor regio Mechelen en 106,9 MHz voor regio Boom. Sinds april 2022 is Reflex ook te ontvangen via DAB+. Het maakt hiervoor gebruik van de MUX (digitaal ensemble) van de vzw Digitale Radio Antwerpen, waarvan het een van de oprichters is.
Behalve eigen uitzendingen (24u/24u) verzorgt de redactie van Radio Reflex ook het eigen regionale nieuws.
Radio Reflex is het oudste onafhankelijke radiostation van de stad Mechelen. Het heeft ook nooit tot een keten behoord.

## Bekende ex-medewerkers
- David Naert (Sporza Radio)
- Mark Uytterhoeven (Woestijnvis)
- Jacques Vermeire (VTM)
- Yves Desmet (De Morgen)
- Pat Donnez (Radio 1, Klara)
- Jo Van Belle (MNM, JOE fm)
- Carl Schmitz (Q-Music, JOE fm)